# Takahashi Meijin no Bōken Jima IV
Takahashi Meijin no Bōken Jima IV (高橋名人の冒険島Ⅳ) est un jeu vidéo de plates-formes par Hudson Soft sorti en 1994 sur Famicom uniquement au Japon. C'est le dernier jeu officiellement sorti sur Famicom.

## Système de jeu
Adventure Island IV est le quatrième et dernier épisode Adventure Island sorti sur Famicom. Il se distingue du fait qu'il soit le dernier jeu officiel de la Famicom au Japon et n'a jamais été officiellement publié pour le marché international. Contrairement aux opus précédents de la série Adventure Island, Bōken Jima IV n'est plus un jeu de plateforme linéaire et intègre un système de jeu aventure avec une progression par l'acquisition d'objets nécessaires à l'avancée de la quête. Adventure Island IV dispose également d'un système de mot de passe unique que les épisodes précédents ne possèdent pas. Il dispose également d'un œuf spécial permettant au joueur de se téléporter à un endroit précis où le joueur l'a posé. Il existe une grande variété d'armes à utiliser qui sont obtenues par le joueur tout au long du jeu. De nombreux objets spéciaux peuvent être gagnés dans les courses et les défis, comme la fée qui permet au personnage lorsqu'il est vaincu à un endroit d'y réapparaître directement. Il est aussi possible d'acquérir une boussole qui débloque une carte montrant toujours au joueur sa prochaine destination. Alors que dans les précédents jeux Adventure Island le personnage doit collecter des fruits sous peine de perdre une vie, dans Adventure Island IV, ceux-ci ne servent qu'à récupérer un point de santé lorsque le joueur parvient à en récupérer 8.